# Julius Hermann Schultes (1804-1840)
Pour les articles homonymes, voir Schultes.
Julius Hermann Schultes est un botaniste et un médecin autrichien, né le 4 février 1804 à Vienne et mort le 1er septembre 1840 à Munich du typhus.
Il étudie à l'université de Landshut où il obtient son titre de docteur en médecine. Il exerce à Vienne. Il participe à la septième édition du Systema Vegetabilium aux côtés de son père, le botaniste Josef August Schultes (1773-1831). Son frère, Julius Hermann Schultes (1820-1887), est également botaniste.